# Castorama
Ne doit pas être confondu avec Conforama.
 (avril 2022).
Castorama est une entreprise de grande distribution de bricolage, de décoration et d'aménagement de la maison, jadis française, devenue filiale de la société britannique Kingfisher en 2002. L’enseigne est un des principaux acteurs du secteur, avec plus de 100 points de vente en France. Elle occupe, en 2023, le deuxième rang des enseignes de bricolage en termes de chiffre d'affaires.

## Histoire

### Années 1960
En 1961, Christian Dubois (1921-2005), chef d'entreprise français, ouvre un magasin de négoce d'outillage à Lille, d'une surface de 250 m², appelé « Central Panneaux ».

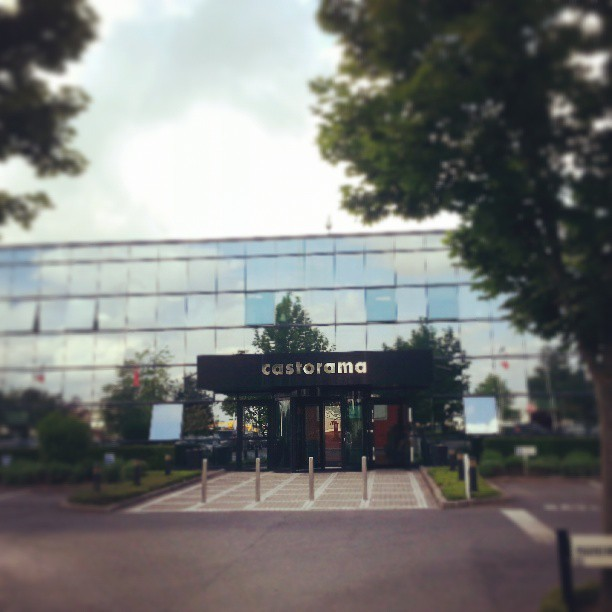

En 1969, il inaugure son premier magasin-entrepôt à Englos, dans la banlieue ouest de Lille. Sur 5 000 m2, ce point de vente regroupe des rayons quincaillerie, électricité, bois, droguerie, papier peint et matériaux : « Central Castor ». Un nom qui fait référence au surnom de « castors », donné à l'époque à ceux qui construisaient eux-mêmes leur maison,. Prudent, le chef d'entreprise achète un hangar pour y développer son concept de magasin innovant, sur un marché où les clients devaient auparavant s'adresser à des professionnels pour se fournir. Le succès sera quasi immédiat.

### Années 1970
Moins d’un an plus tard, Christian Dubois doit changer le nom de son enseigne à cause d'un concurrent : « Central Castor » devient alors « Castorama ».
Un second magasin est ouvert en 1972, puis un troisième en 1973. En 1975, Castorama s'implante à Plaisir (Yvelines), hors de la région d’origine. C'est alors une époque faste pour l'enseigne, qui lance en 1977 le slogan « Chez Casto, y a tout ce qu'il faut ! », une formule lancée par Lucky Blondo, puis reprise deux ans plus tard par Pierre Perret.

### Années 1990
Dès 1989, Castorama se développe à l'international, faisant ses premiers pas en Italie. Suivent l'Allemagne, avec le rachat des magasins Briker (1992), la Belgique (1994), la Pologne (1996), puis le Brésil l'année suivante.
Toujours dans les années 1990, Castorama porte son attention sur les nouvelles formes de ventes, en particulier les magasins-entrepôts. En octobre 1993, Castorama se lance aussi sur le marché du discount et, à Reims, donne le coup d'envoi d’une nouvelle enseigne, Brico-Dépôt. À cette même époque, Castorama lance des « castostages », formations de quelques heures qui permettent à tout néophyte d’apprendre, pour se lancer dans des projets d’aménagement ou de rénovation.
En 1998, Castorama s’allie avec l’enseigne de bricolage B&Q au Royaume-Uni. Le groupe britannique Kingfisher devient alors actionnaire de Castorama. Parallèlement, Castorama lance son site marchand www.castorama.fr . 

### Années 2000
En 2002, Kingfisher devient actionnaire majoritaire de Castorama, ce qui le propulse à la place de leader européen et troisième groupe mondial du secteur de l'amélioration de l'habitat.
En 2003, Castorama se retire de Belgique en fermant son unique magasin.
En 2008, Leroy Merlin rachète Castorama Italie à Kingfisher. Ce dernier souhaite se débarrasser de ses magasins italiens et signe un accord de transfert avec Leroy Merlin. Le montant du rachat est de 615 millions d'euros.
Le slogan de Castorama change en 2010 et devient « C'est castoche ! ». Au même moment, Castorama lance également de nombreux outils pour permettre à chacun d’apprendre : 300 tutoriels en vidéos, un livre « Lancez-vous » détaillant des projets pas à pas, des zones d’essai en magasin ou encore le site d’entraide « Troc Heures ».

### Années 2010
En 2014, Castorama fait évoluer son logo, avec un trait d’union censé "symboliser le lien de l'enseigne avec les clients et leurs projets".[pertinence contestée]
En 2015, avec les autres enseignes de Kingfisher, Castorama lance le plan "One Kingfisher", dont l'ambition est de créer des "Good Homes" et de rendre l'amélioration de la maison accessible à tous.
En novembre 2017, Véronique Laury, alors directrice générale du groupe Kingfisher, annonce le regroupement, à Cracovie en Pologne, des activités comptabilité et contrôle de gestion. Cela fait doublement polémique, puisque de fausses informations circulent en même temps dans certains médias, annonçant qu'il est demandé aux employés français qui perdent leur travail de former les salariés polonais.
En février 2018, 321 suppressions d'emplois sont annoncées.
Le 20 mars 2019, la direction indique que neuf magasins Castorama vont fermer leurs portes en 2019 ou 2020. Ces fermetures vont concerner 698 salariés qui devraient donc perdre leur emploi. Le groupe Kingfisher justifie ces fermetures par une perte de 13 % de son bénéfice imposable en 2018. Le chiffre d'affaires du groupe a baissé de 3,7 % en France, en 2018, pour atteindre 4,272 milliards de livres sterling.

### Années 2020
En mai 2020, Castorama et Brico Dépôt obtiennent un prêt garanti par l'État de 600 millions d'euros (globalement).
Le 2 novembre 2020, le groupe Kingfisher annonce être devenu actionnaire majoritaire de la start-up française NeedHelp grâce à un investissement de 10 millions d’euros. Le groupe détient à présent 80 % du capital de NeedHelp. Cette start-up met en relation des clients avec des artisans ou des particuliers pour réaliser leurs travaux (source).
Castorama et NeedHelp avaient déjà un partenariat auparavant, qui a été renforcé à la suite de cet investissement. L'entreprise Castorama réaffirme sa volonté de transition numérique qui a été accélérée à cause du Covid-19.
En octobre 2020, Maxidom (ou Maksidom) a acquis les hypermarchés Castorama en Russie auprès de Kingfisher. Le nouveau nom de l'enseigne russe est "Kastorama RUS LLC" (indépendante du Castorama historique détenu par le groupe Kingfisher, qui n'a plus de présence en Russie).
En juin 2020, Kingfisher présente son nouveau plan stratégique : « Powered by Kingfisher ». Il a notamment pour objectif de répondre à la multiplicité des besoins des clients au travers de ses différentes enseignes (Castorama, Brico Dépôt, Screwfix, Tradepoint, Koçtas), de développer des gammes de produits de marque propre, de numériser les magasins et d'améliorer l'offre omnicanale.
Il se traduit notamment en France par l’ouverture de Casto Solférino, à Lille, qui se positionne comme une enseigne de proximité et propose un service de click and collect.
En février 2022, Castorama a ouvert une boutique en ligne de produits reconditionnés avec Back Market.
En novembre 2024, Castorama annonce vouloir réduire l'effectif de son siège avec un projet d'une centaine de départs, faisant suite aux baisses des ventes enregistrées depuis la fin de la période Covid qui avait relancé les ventes.

## Identité visuelle (logo)

Logo de castorama (de 1969 à 2014)
Logo de Castorama (de 2006 à 2014)
Logo de Castorama (depuis 2014)

## Organisation
Castorama France est dirigé par Pascal Gil depuis avril 2024.
En 2024, l’enseigne Castorama compte 94 points de vente en France, dont 3 magasins de proximité urbaine à l'enseigne « Casto ». Le groupe Kingfisher compte plus de 1 500 points de vente (en Espagne, au Portugal, au Royaume-Uni, en Pologne, en Roumanie et en Turquie).
Castorama compte également 64 magasins en Pologne.

## Marketing
Castorama met en place un système de drive en 2014 puis utilise une technologie de recherche visuelle sur son site Web, et un assistant vocal.
L'entreprise met en place une communauté de clients.
L’enseigne indique mener des chantiers solidaires en France et des opérations de solidarité, comme de formation.

## Activité, rentabilité, effectif
|                                        | 2015   | 2016   | 2017   | 2018   | 2019   | 2020   | 2021   | 2022   |
| -------------------------------------- | ------ | ------ | ------ | ------ | ------ | ------ | ------ | ------ |
| Chiffre d'affaires en millions d'euros | 2 949  | 2 977  | 2 900  | 2 819  | 2 603  | 2 500  | 2 584  | 2 720  |
| Résultat net en millions d'euros       | + 20   | + 31   | + 40   | + 26   | - 158  | - 276  | -129   | -108   |
| Effectif moyen annuel                  | 13 343 | 13 445 | 13 525 | 13 569 | 13 278 | 12 653 | 12 590 | 13 133 |